# دار اللكمة (القفر)

تعديل مصدري - تعديل

دار اللكمة محلة تابعة لقرية مقرض، التابعة لعزلة بني سيف العالي بمديرية القفر إحدى مديريات محافظة إب في الجمهورية اليمنية، بلغ تعداد سكانها 106 حسب تعداد اليمن لعام 2004.